# De Soto (Wisconsin)
De Soto is een plaats (village) in de Amerikaanse staat Wisconsin, en valt bestuurlijk gezien onder Crawford County en Vernon County.

## Demografie
Bij de volkstelling in 2000 werd het aantal inwoners vastgesteld op 366. In 2006 is het aantal inwoners door het United States Census Bureau geschat op 508, een stijging van 142 (38,8%).

## Geografie
Volgens het United States Census Bureau beslaat de plaats een oppervlakte van 3,5 km², waarvan 3,3 km² land en 0,2 km² water. De Soto ligt op ongeveer 400 m boven zeeniveau.

## Plaatsen in de nabije omgeving
De onderstaande figuur toont nabijgelegen plaatsen in een straal van 24 km rond De Soto.